# Сёстры Хенсел
Эбигейл и Бриттани Хе́нсел(ь) (англ. Abigail and Brittany Hensel) — американские сиамские близнецы (сёстры), живущие в Миннесоте, США.

## Биография
Сёстры Хенсел родились 7 марта 1990 года на севере США, в Нью-Джермани. Живут с матерью, отцом, а также с младшими братом и сестрой. Семья держит ферму с коровами, лошадью, собаками и множеством кошек. 
Люди, проживающие с ними в одном городке, относятся к ним совершенно нормально, а грубости со стороны незнакомцев просто игнорируют. Любопытным сёстры объясняют, что у них «не две головы», а они, на самом деле, два разных человека. Они покупают одежду в обычном магазине, а потом перешивают, чтобы сделать две горловины.
У них разные вкусы, увлечения и характеры: Эбби ненавидит молоко, а Бритти, в свою очередь, наоборот его любит. Например: когда они едят суп, Бритти не разрешает сестре посыпать крекерами её половину. Эбби более агрессивна, Бритти более артистична. Эбби лучше даётся математика, а Бритти — письмо. 
Когда им нужно согласовать свои желания и принять решение, они бросают монетку, устанавливают очерёдность выполнения желаемых действий или спрашивают совета родителей. Обычно они улаживают разногласия путём компромисса, но это не всегда удаётся. Между ними бывают и споры, и даже лёгкие потасовки. Однажды, когда они были совсем маленькими, Бритти ударила Эбби камнем по голове.
Часто кажется, будто они способны читать мысли друг друга (некоторые врачи объясняют это тем, что отдельные участки их нервной системы перекрещиваются). Когда Бритти кашляет, Эбби автоматически прикрывает её рот своей рукой, они постоянно заканчивают фразы друг друга и часто говорят хором. 
Однажды в их жизни произошёл интересный случай: они смотрели телевизор, и Эбби сказала своей сестре Бритти: «Ты думаешь о том же, о чём и я?» Бритти ответила ей: «Да». Так они решили отправиться в спальню чтобы читать одну и ту же книгу.
Родители говорили им: «Можете делать всё, что хотите». В детстве обе хотели стать врачами. Бритти говорила, что хочет выйти замуж и иметь детей.
Они учились в университете, а окончив его, начали карьеру учителей начальной школы со специализацией «математика». Каждая из них получила свой собственный диплом, но зарплату получают одну: «Мы сразу, конечно, поняли, что зарплата у нас будет одна, потому что мы выполняем работу одного человека», — говорит Эбби.
Они стараются жить полной жизнью: работать, проводить время с друзьями, ездить в отпуск, водить машину, заниматься спортом (волейболом). Личную жизнь девушки предпочитают не обсуждать, назвав «глупой шуткой» информацию о том, что Бриттани была помолвлена.
В 2021 году одна из сестер, Эбби Хенсел, связала себя узами брака с медбратом и ветераном войны Джошуа Боулингом.

## Анатомия
У сестёр:
- 2 головы;
- 2 позвоночника, сливающихся в области копчика и соединенные центральными рёбрами грудные клетки. Хирургическим образом нижние части позвоночников были разделены для предотвращения развития сколиоза;
- 2 спинных мозга;
- 2 руки (при рождении была рудиментарная центральная рука, впоследствии ампутированная с сохранением центральной лопатки);
- 1 грудная клетка, широкая с двумя сильно сросшимися грудинами и следами перемычек ребёр. Хирургическим путём плевральные полости были расширены для устранения проблем с дыханием;
- 2 груди;
- 2 сердца и общая система кровообращения (питание, дыхание, приём лекарств влияет на состояние обеих сестёр);
- 4 лёгких, образующие три плевральные полости. Два средних лёгких слиты в одно большое лёгкое, разделённое посередине тонкой мембраной (за исключением верхней правой части, принадлежащей Бриттани);
- 1 диафрагма с хорошо скоординированным, но непроизвольным дыханием;
- 2 желудка;
- 2 желчных пузыря;
- 1 печень, правая половина увеличена и удлинена;
- 1 тонкая кишка Y-образной формы, испытывает слегка спастическую двойную перистальтику в месте соединения;
- 1 толстая кишка;
- 3 почки: 2 слева, 1 справа;
- 1 мочевой пузырь;
- 1 набор репродуктивных органов;
- 2 отдельных крестца, которые срастаются дистально относительно срединной линии тела;
- 1 таз, слегка широкий;
- 2 ноги;

Сёстры Эбигейл и Бриттани Хенсел — сросшиеся близнецы, которые, физически оставаясь одним целым, живут вполне нормальной полноценной жизнью. Они близнецы-дицефалы, сердце и желудок у каждой свои, но кровоснабжение между ними общее. Два спинных мозга заканчиваются в одном тазу, и все органы ниже талии у них общие. Такие близнецы встречаются очень редко. В научных архивах зафиксированы только четыре пары выживших близнецов-дицефалов.
Грудная клетка близнецов шире, чем у обычного человека. При рождении у них была рудиментарная рука между основаниями шеи, прикрепленная к лопатке сзади, которая была частью левой руки Эбби и правой руки Бриттани. Позже она была ампутирована с сохранением средней лопатки.
Голова Эбби наклонена в сторону примерно на 5 градусов вправо, в то время как Бриттани наклоняется в поперечном направлении примерно на 15 градусов влево, в результате чего она кажется короче, даже когда сидит. Нога Бриттани на 5 сантиметров короче ноги Эбби и та имеет тенденцию стоять и ходить на цыпочках, что делает ее икроножную мышцу значительно больше. Рост позвоночника Эбби был остановлен хирургическим путем после того, как Бриттани перестала расти. В возрасте 12 лет сёстры перенесли операцию в специализированной детской больнице, в результате которой был устранён сколиоз и расширена грудная полость для предотвращения возникновения проблем с дыханием в будущем.
Каждая сестра контролирует руку и ногу на своей стороне, и каждая чувствует прикосновения только к своей половине тела. Это затеняет средне-сагиттальную ось, вследствие чего имеется небольшое перекрытие по средней линии. Боли в животе сёстры чувствуют, однако, на противоположных сторонах своего тела.
Сёстры совместно используют свои конечности, когда требуются задействовать обе руки или обе ноги. Координируя свои усилия, они могут нормально ходить, бегать, кататься на велосипеде, водить автомобиль и плавать. Они научились петь и играть на фортепиано (каждая играет той рукой, которую контролирует). Тем не менее, рост сестёр неодинаковый: за счёт более высокого роста и длины ноги рост Эбби составляет 157 сантиметров, тогда как у Бриттани он 147 сантиметров. Разность роста привела к затруднениям в балансировке сегвея, что было показано в одном из выпусков их реалити-шоу 2012 года.

## Фильмография и другие появления в медиа
Сёстры несколько раз снимались в документальных фильмах о себе:
- Шоу Опры Уинфри (1996)
- Joined for Life (2003)
- Joined for Life: Abby and Brittany Turn 16 (2006)
- Extraordinary People: The Twins Who Share a Body (2007)
- Abby & Brittany (2012)
- How Do Conjoined Twins Teach A Class? (2023)[4]

Посвящённые им статьи публиковались в журналах Time (2003) и трижды в Life (1996, 1998, 2003).